# Pijaszilisz
Pijaszilisz (vagy Pijasszilisz, Piyassili, Pi-i̯a-aš(-ši)-li[-iš], hurri nevén Šarri-Kušuḫ) a hettiták egyik legfontosabb uralkodójának, I. Szuppiluliumasznak második fia. Idősebb testvére, Arnuvandasz volt a kijelölt örökös, majd az ő korai halála miatt ifjabb testvére, Murszilisz örökölte Hattuszasz trónját. Hettita nevének jelentése: „adomány-gyermek”.

## Uralkodásának kezdete
Pijaszilisz másodszülött fiúként nem volt közvetlen trónörökös. Ezért amikor (Tutanhamon halálának évében) Kargamist Szuppiluliumasz meghódította, őt állította a város élére kormányzónak. Ezzel kezdődik az újhettita királyságok legfontosabbikának önálló története.
Pijaszilisz szerepe ekkor az volt, hogy a hettita királyi ház állandó jelenlétét biztosítsa a veszélyes határszakaszon, amely egyszerre volt Egyiptom érdekszférájának északi határa és Mitanni nyugati része. Mitannit ugyan Szuppiluliumasz már legyőzte, Tusratta királyt pedig meggyilkolták, a hurri nagyhatalmat azért még nem lehetett végleg leírni a potenciális ellenfelek közül. Főképp nem azután, hogy a Tusrattát követő III. Suttarna trónbitorlót végül elűzték, és a Mitannibeli helyzet konszolidálódott. Ennek egyik következménye volt Pijaszilisz házassága Tusratta unokájával, azaz Sattivaza leányával.
Pijaszilisz segítséget nyújtott III. Suttarna elűzéséhez, és helyébe Kili-Tesub került, aki a Sattivaza uralkodói nevet vette fel. Mindezt a Vassukannit ostromló asszír hadsereg ellenében sikerült elérni. Az asszírok Mitanni területén hol itt, hol ott próbálkoztak területszerzéssel, de amikor a hettita haderő megjelent, minden alkalommal elkerülték a nyílt harcot.
A Szuppiluliumasz és Sattivaza között kötött szerződés 13. szakasza rendezte Kargamis kérdését is: „Kargamis városának földjét, Murmurik, Sipri, Mazuvati és Surun erődített városokkal fiamnak adtam.” Ez a felsorolás ténylegesen Mitanni összes egykori Eufráteszen túli területeit jelenti. Emellett Pijaszilisz névleg megkapta még Kádes kormányzását is III. Suttarna itteni fennhatóságának megszűnte után.

## Kargamis Királyság
A CTH#57 dokumentum alapján már II. Arnuvandasz elismerte Pijasziliszt Kargamis önálló királyának. Bátyja uralkodásának idejéből más forrás nem is beszél Pijasziliszről. A következő információ öccse, II. Murszilisz idejéből való, aki a keleti határvidék őrzését bízta rá. Utasítást adott neki, hogy torolja meg a hettita területeket ért asszír támadást. Erre azért volt szükség, mert Murszilisznak uralkodása elején Anatólia nyugati felén, Szeha környékén kellett rendet tennie. A kargamisi mozgósítás hírére az asszírok végül nem támadtak újra. Ez lehetővé tette, hogy segítséget nyújtson Murszilisznak az arzavai hadjáratban.
A történelemben párját ritkító eset, hogy a jogos trónörökössé előlépő másodszülött fiú egyáltalán nem tör öccse hatalmára, sőt szuverén uralkodó létére egész életét öccse birodalmának védelmezésére szenteli. Ezzel időleges stabilitást biztosított az újhettita kor e szakaszának, amelyet később csak III. Hattuszilisz trónigénye ingatott meg.
Pijaszilisz II. Murszilisz uralkodásának 9. évében betegségben halt meg, Kargamis új királya fia, [...]-Szarruma lett.